# Mica (okręg Ardżesz)
Mica – wieś w Rumunii, w okręgu Ardżesz, w gminie Bascov. W 2011 roku liczyła 619 mieszkańców.